# Eremophila tetraptera
Eremophila tetraptera är en flenörtsväxtart som beskrevs av Cyril Tenison White. Eremophila tetraptera ingår i släktet Eremophila och familjen flenörtsväxter. Inga underarter finns listade i Catalogue of Life.